# Gravkväde
Gravkväde (schwedisch Begräbnishymne) ist eine 2016 gegründete Depressive-Black-Metal- und Funeral-Doom-Band.

## Geschichte
Ezra Nattkaos und Domedag gründeten Gravkväde 2016 „mit der alleinigen Absicht, reine Negativität auszudrücken und keinen Raum für Missverständnisse zu lassen.“ Als Initial benannte Nattkaos eine Debatte mit Domedag, bei der beide zu dem Schluss kamen, dass viele Interpreten des Depressive Black Metal „die wahre Essenz“ ihrer Inhalte vergessen hätten.
Im folgenden Jahr veröffentlichte das Duo ein erstes Demo über Testicular Records. Grav|sorg wurde von Cody Davis für seine wöchentliche Kolumne Funeral Friday für Metal Injection als vielversprechend aufgegriffen. Auf Grav|sorg folgte 2018 das zweite Demo Grav|köld. Im gleichen Jahr erschienen die Kompilation Köld|sorg über Death Kvlt Productions und Narcoleptica Productions sowie das Debütalbum Grav|aska über Avantgarde Music.
Nachkommend stießen der Bassist Gravrot und der Schlagzeuger Vidunder zu Gravkväde. Nach der Veröffentlichung einer Split-EP mit Deadlife verließ Vidunder Gravkväde ersatzlos. Das zweite Studioalbum Grav|Ruin, das 2020 über War Against Yourself Records und Transylvanian Tapes veröffentlicht wurde, spielte die Band als Trio ein. Das Album wurde wenig rezensiert, jedoch hoch gelobt.

## Stil
Die von Gravkväde gespielte Musik verbindet Funeral Doom mit Depressive Black Metal und erzeugt dabei laut Cody Davis von Metal Injection „traurige und manchmal herzzerreißende Kompositionen.“ Dabei variiere die Gruppe „mühelos zwischen den beiden Stilen.“ Blastbeat und Tremolo wechseln sich mit trägen Funeral-Doom-Riffing und schleppendem Tempo, bis hin zu Passagen die als „Klagelied“ wahrgenommen werden. Als musikalisches Ziel benannten Nattkaos die Verbindung von Funeral Doom, Black Metal und Dark Ambient. Die Texte sind vornehmlich abstrakte Reflexionen von „Schmerz, Melancholie und Trauer“ mit existentialistischen und philosophischen Verweisen.

## Diskografie
- 2017: Grav|sorg (Demo, Testicular Records)
- 2018: Grav|köld (Demo, Selbstverlag)
- 2018: Köld|sorg (Kompilation, Death Kvlt Productions/Narcoleptica Productions/More Hate Productions)
- 2018: Grav|aska (Album, Avantgarde Music)
- 2019: Grav|Rafn (Split-EP mit Deadlife, Selbstverlag)
- 2020: Grav|Ruin (Album, War Against Yourself Records/Transilvanian Tapes)